# مجلس مراقبة الحلفاء

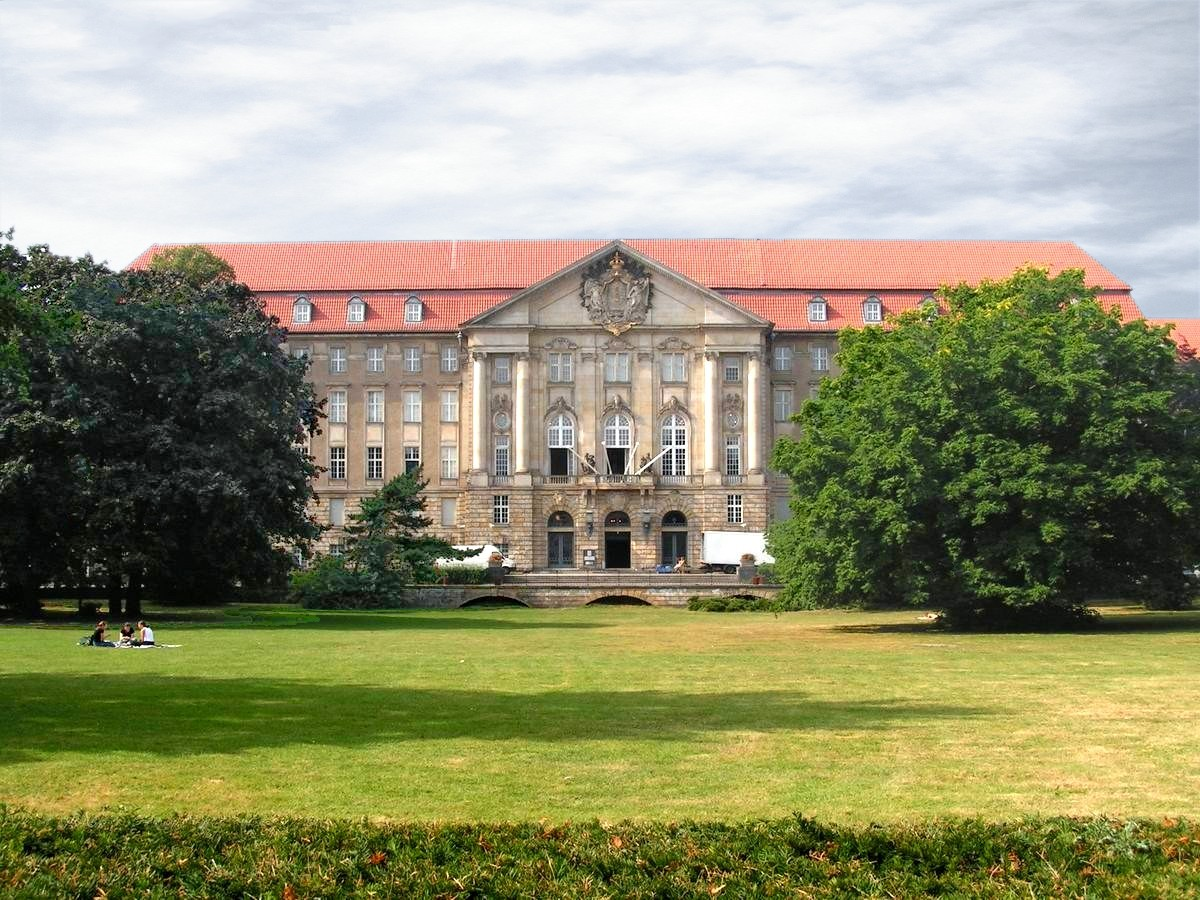
Kammergericht ، 1945-1990 مقر مجلس مراقبة الحلفاء: منظر من كليستبارك

مجلس مراقبة الحلفاء أو هيئة مراقبة الحلفاء، المعروفة في اللغة الألمانية باسم Alliierter Kontrollrat ويشار إليها أيضًا باسم القوى الأربع ( (بالألمانية: Vier Mächte)‏، كان الهيئة الحاكمة لمناطق الحلفاء للاحتلال في ألمانيا والنمسا بعد نهاية الحرب العالمية الثانية في أوروبا. وكان الأعضاء هم الاتحاد السوفياتي والمملكة المتحدة والولايات المتحدة وفرنسا. كان مقر المنظمة في برلين شونبرج. انعقد المجلس لتحديد عدة خطط لأوروبا ما بعد الحرب، بما في ذلك كيفية تغيير الحدود ونقل السكان في أوروبا الشرقية وألمانيا. نظرًا لأن قوى الحلفاء الأربعة قد انضمت إلى عمارات تؤكد السلطة «العليا» في ألمانيا، كان مجلس مراقبة الحلفاء هو السلطة القانونية الوحيدة ذات السيادة على ألمانيا ككل، لتحل محل الحكومة المدنية المنقرضة في ألمانيا النازية.

## التشكيل
بدأت إستعدادات الحلفاء لاحتلال ألمانيا ما بعد الحرب خلال النصف الثاني من عام 1944، بعد أن دخلت قوات الحلفاء ألمانيا في سبتمبر 1944. تم تنفيذ معظم التخطيط من قبل اللجنة الاستشارية الأوروبية (EAC) التي تأسست في أوائل عام 1944. بحلول 3 يناير 1944، خلصت لجنة الأمن العاملة في EAC إلى أنه، 

## عملية

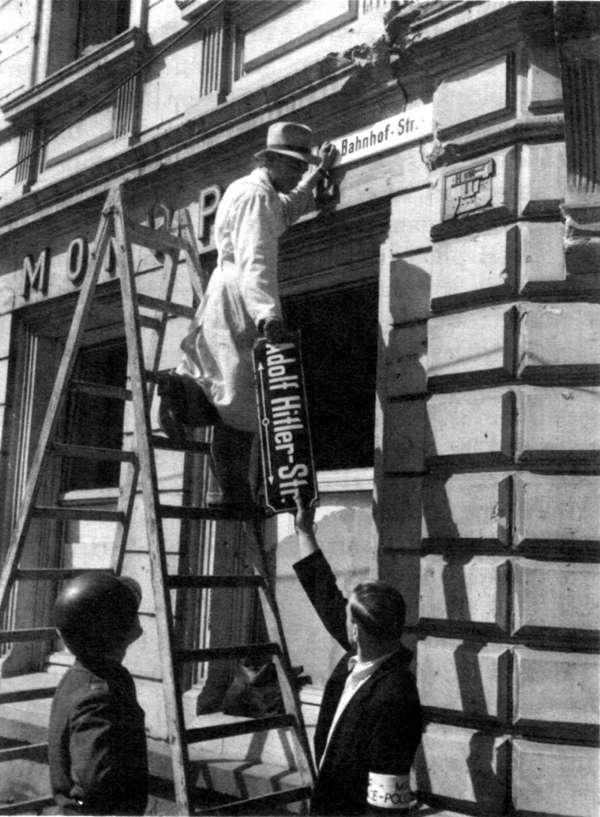
إزالة علامة "شارع أدولف هتلر"، وهي جزء من عملية اجتثاث النازية

في 30 أغسطس 1945، شكل مجلس الرقابة نفسه وأصدر أول إعلان له، والذي أبلغ الشعب الألماني بوجود المجلس وأكد أن الأوامر والتوجيهات التي أصدرها القائد العام في مناطقهم لم تتأثر بمؤسسة المجلس. :44 كان الأعضاء الأوائل في المجلس هم المارشال جورجي جوكوف عن الاتحاد السوفيتي، وقائد الجيش دوايت أيزنهاور عن الولايات المتحدة، والمارشال الميداني برنارد مونتغمري عن المملكة المتحدة والجنرال جان دي لاتري دي تاسيني عن فرنسا.

### مجرمو الحرب
التوجيه رقم. 9 (30 أغسطس 1945) اتهم القسم القانوني للمجلس بالمسؤولية عن تنفيذ أحكام اتفاقية لندن بشأن محاكمة مجرمي الحرب الألمان، الموقعة في لندن في 8 أغسطس. :Vol 1, 45
بعد وقت قصير من بدء محاكمة نورمبرغ، أصدر المجلس القانون رقم. 10 (20 ديسمبر 1945)، التي سمحت لكل سلطة احتلال بأن يكون لديها نظامها القانوني الخاص لمحاكمة مجرمي الحرب وإجراء مثل هذه المحاكمات بشكل مستقل عن المحكمة العسكرية الدولية ثم عقدها في نورمبرغ. :Vol 1, 306–311 القانون رقم. 10 ناتج عن خلافات بين حكومات الحلفاء فيما يتعلق بسياسة مشتركة بشأن مجرمي الحرب وتمثل بداية الانخفاض في التعاون بين الحلفاء في هذا الصدد. في أعقاب انتهاء محاكمة نورمبرغ لمجرمي الحرب الرئيسيين في أكتوبر 1946، انهار التعاون بين الحلفاء في جرائم الحرب تمامًا.
في 12 أكتوبر 1946، أصدر المجلس التوجيه رقم. 3 كمحاولة فرض بعض القواعد العامة، منح حكومات الاحتلال الأربع سلطة تقديرية فيما يتعلق بمعاملة الأشخاص الذين قبض عليهم بسبب جرائم حرب مشتبه بها، بما في ذلك الحق في منح العفو. :Vol. V, pp. 12–48

### حل الجيش الألماني والهيئات الحكومية
طلب رقم 1 من 30 أغسطس 1945 يحظر ارتداء الزي العسكري للجيش الألماني، والذي لم يعد موجودا الآن. :Vol. V, 47
أمر مؤرخ بتاريخ 10 سبتمبر باستدعاء جميع وكلاء الحكومة الألمانية و / أو الممثلين الدبلوماسيين من البلدان التي تم تكليفهم بها. :Vol. V, 49 وضع أمر آخر في نفس اليوم إجراءات لنشر المعلومات إلى الصحافة حول عمل المجلس، يأمر بإصدار بيان صحفي بعد كل اجتماع للمجلس. :Vol. V, 54–55
التوجيه رقم. 18 (12 نوفمبر 1945) تنص على حل جميع وحدات الجيش الألماني، كل ذلك في غضون مهلة زمنية لاتخاذ قرار بشأنها. :Vol. V, 188–190 يعكس هذا التوجيه السياسة التي تتبعها حكومات الحلفاء الغربيين في استخدام الوحدات العسكرية الألمانية لأغراضها اللوجستية الخاصة، وهي خطوة تعارضها الحكومة السوفيتية. تم النص على الحل الكامل لجميع الوحدات العسكرية الألمانية والتدريب العسكري في القانون رقم. 8 (30 نوفمبر 1945) ، الذي أصبح ساري المفعول في 1 ديسمبر 1945. :Vol. V, 223–224

### استعادة النظام في أيدي الألمان
القانون رقم. 4 (30 أكتوبر 1945) أعادت تأسيس نظام المحاكم الألمانية وفقًا للتشريع الألماني الذي سُن قبل صعود هتلر إلى السلطة. :Vol. V, 173–175
التوجيه رقم. 16 (6 نوفمبر 1945) تنص على السماح بمعدات قوات الشرطة الألمانية بالأسلحة الخفيفة لمكافحة الجريمة، في حين أن حمل البنادق الآلية كان محظوراً إلا بإذن خاص من الحلفاء. :Vol. V, 182–183
القانون الرقم نص 21 (30 مارس 1946) على إنشاء محاكم لحل النزاعات العمالية داخل السكان الألمان. كانت هذه المحاكم يديرها قضاة ألمان. :Vol. III, 51–55

### طرد الأقليات الناطقة باللغة الألمانية المقيمين خارج ألمانيا
من بين القضايا الرئيسية التي تناولها مجلس الرقابة القرار الذي تم اتخاذه في مؤتمر بوتسدام بشأن الإبعاد القسري للأقليات الألمانية من تشيكوسلوفاكيا والمجر وبولندا إلى ألمانيا المحتلة. في 20 نوفمبر 1945، وافق المجلس على خطة لهذا الغرض تكتمل بحلول يوليو 1946. :Vol. I, 199–201 تحتفظ فرنسا، التي لم تكن طرفًا في مؤتمر بوتسدام، بالحق في عدم الالتزام بأي اتفاقات تم التوصل إليها هناك؛ وبالتالي رفض قبول المطرودين الألمان في منطقة الاحتلال الفرنسية.

### حالات أخرى
في 10 سبتمبر 1945، أصدر المجلس نداءً إلى حكام الحلفاء العسكريين المنفصلين، وطالبهم بتخفيف اللوائح التجارية بين مناطق الاحتلال الأربعة، لكن هذه كانت مجرد توصية، حيث حافظت كل حكومة حليفة على السلطة الحقيقية في مثل هذه الأمور. :Vol. V, 56
في 17 سبتمبر، أصدر المجلس توصيات إلى سلطات الاحتلال الأربع لإنشاء مكاتب للبحث عن المفقودين لمساعدة النازحين. :Vol. V, 57–61
في 20 سبتمبر، أصدر المجلس أمراً يحظر التآخي بين الأفراد العسكريين في الحلفاء والسكان الألمان، اعتبارًا من 1 أكتوبر، إلا في حالات الزواج أو عندما يقرر حاكم عسكري إسكان جنوده مع عائلة ألمانية. :Vol. V, 65